# 几内亚 (地区)

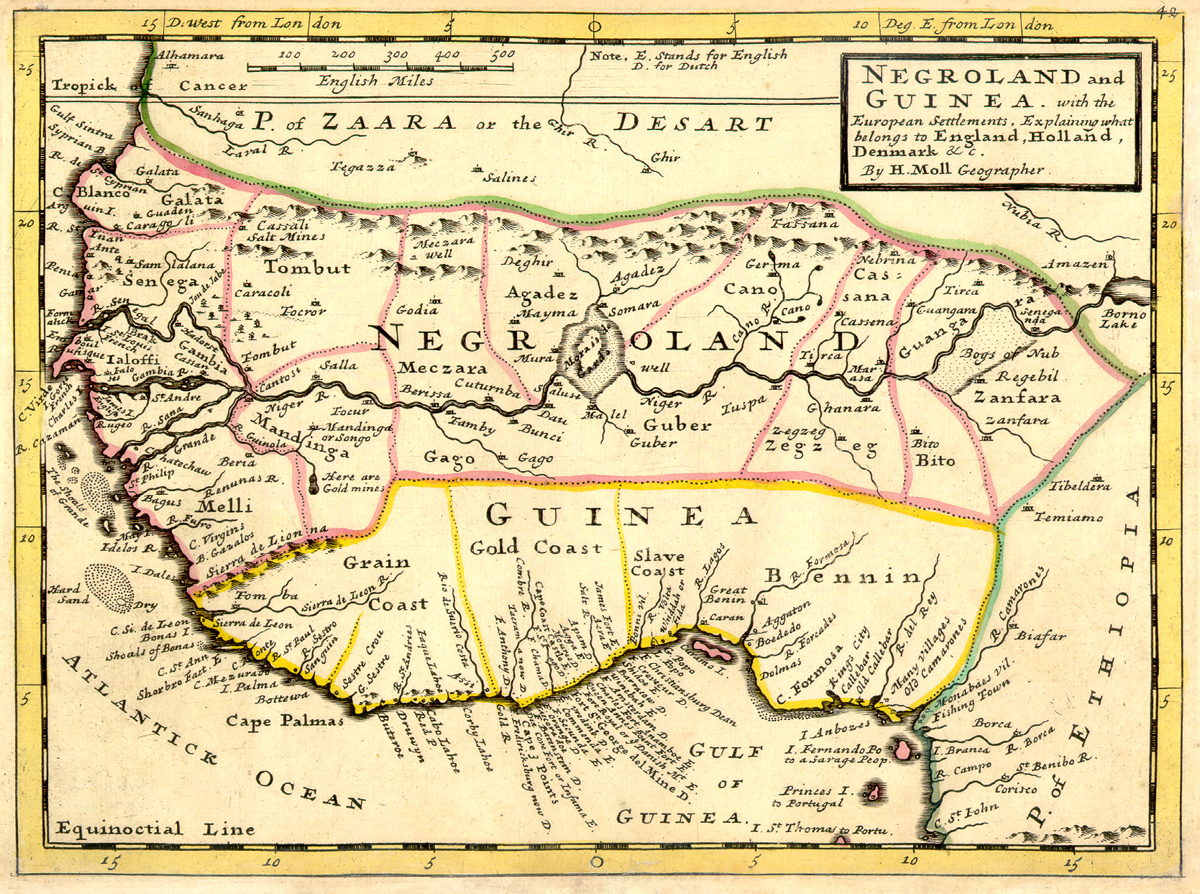
一份1736年的西非地图。

几内亚指西非几内亚湾沿岸地区。这一地区是撒哈拉以南非洲最早与欧洲进行贸易接触的地区，盛产黄金和象牙。历史上也产生过一些强大的政权。现在该地区主要包括贝宁、科特迪瓦、几内亚比绍、加纳、几内亚、利比里亚、塞拉利昂、多哥、尼日利亚、加蓬等国。

## 語源
幾內亞的語源並不明確。其中一種解釋可回溯至柏柏語中的詞彙Ghinawen，意為「被燒焦的人」，15世紀中時被葡萄牙語借用後書寫為Guineus，用以泛指居住於塞內加爾河南方的黑人(與居住於塞內加爾河北方的、黃褐色皮膚、被稱為Azenegues的桑哈賈人相對)，而葡萄牙人又用Guiné來指述Guineus所居住的土地，之後再傳入西班牙語，書寫為Guinea，即為幾內亞的名稱來源。
另一個理論則是於1526年，西班牙人利奧·阿非利加努斯的著作Description of Africa中所提到幾內亞之語源應來自於尼日河上游的大城傑內（Djenné）

## 註解
1. ↑  根據其著作現存的唯一手稿(藏於維托里奧·埃馬努埃萊三世國家圖書館)之日期